# Référendum constitutionnel péruvien de 2018
Un  référendum constitutionnel a lieu le 9 décembre 2018 au Pérou. Organisé par le gouvernement du président Martín Vizcarra, le référendum est composé de quatre questions distinctes portant sur une réforme de la magistrature, la limitation du financement des campagnes électorales, celle du nombre de mandats des élus, ainsi que le retour au bicaméralisme. Le vote a lieu dans un contexte de lutte contre la corruption menée par le président Vizcarra à la suite d'importants scandales ayant notamment entraîné la démission du précédent président ainsi que d'une partie de l'appareil judiciaire du pays.
La population approuve à une très large majorité les trois premières propositions, tandis que celle du bicamérisme, qui avait été profondément modifiée par le congrès dans le sens d'une diminution des pouvoirs présidentiels, entraînant le retrait du soutien de Vizcarra au projet, est rejetée à une tout aussi large majorité. Martín Vizcarra sort ainsi renforcé du scrutin au détriment du parlement, ce dernier faisant les frais de son discrédit auprès des Péruviens.

## Contexte

### Élections de 2016

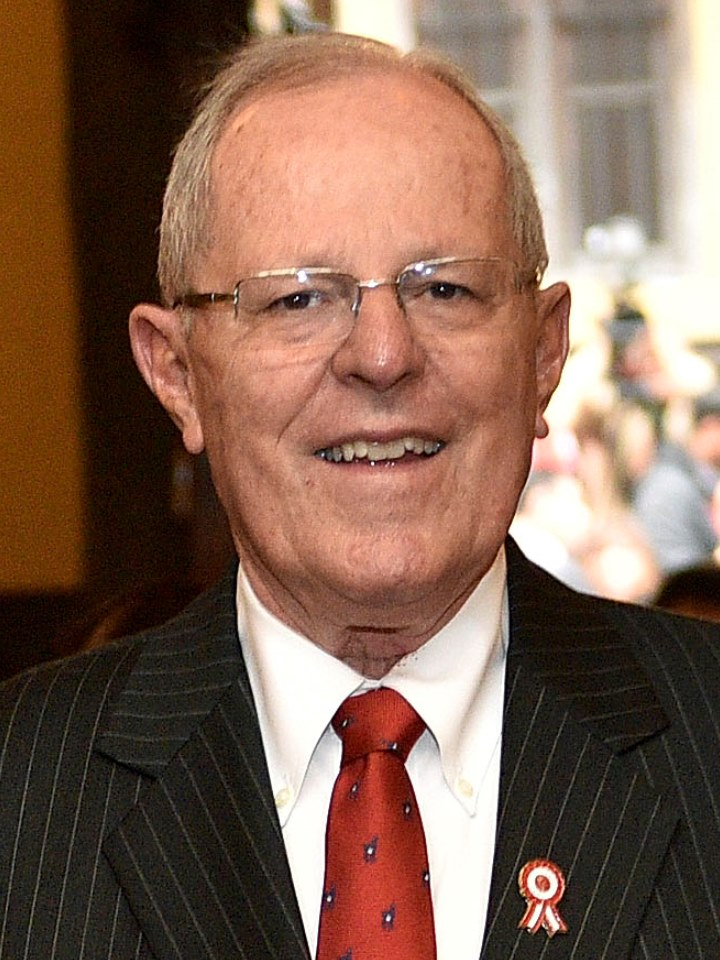
Pedro Pablo Kuczynski en 2016

Lors des élections présidentielle et législatives de 2016, Pedro Pablo Kuczynski l'emporte de justesse au second tour avec 50,12 % des voix, tandis que le parti Force populaire de son opposante Keiko Fujimori obtient la majorité absolue au parlement. En tant que colistier de Kuczynski, Martín Vizcarra est élu premier vice-président.

### Chute de Kuczynski
Dès le début de son mandat, le président Kuczynski est confronté à des affaires de corruption qui provoquent la démission de plusieurs de ses conseillers. Il est lui-même mis en cause, de même que Keiko Fujimori, dans l'affaire dite Odebrecht du nom de l'entreprise brésilienne de BTP, pétrochimie et armement accusée de corruption dans plusieurs pays du continent sud américain. S'il nie dans un premier temps toute connexion avec Odebrecht, Kuczynski est mis à mal par l'aveu de la part de l'ex président de celle-ci de versements de près de 5 millions de dollars à des sociétés de conseil qui lui sont liées entre 2004 et 2013, à une époque où il était ministre. Alors que sa popularité tombe sous les 20 % d'opinions favorables, le congrès décide de mettre en œuvre une procédure de destitution à son encontre. La réussite de la procédure est alors considérée comme assurée, d'autant que les sondages d'opinion révèlent une majorité de péruvien en faveur de celle-ci. Le 21 décembre 2017, contre toute attente, l'opposition échoue cependant à réunir la majorité des deux tiers nécessaire, 79 parlementaires ayant votés pour, 19 contre et 21 s'étant abstenus.
Trois jours plus tard, le président Kuczynski gracie l'ancien président Alberto Fujimori, ce qu'il s'était engagé à ne pas faire durant la campagne présidentielle. Président autoritaire de 1990 à 2000 ayant dû fuir le pays, Fujimori était mis en cause par la justice péruvienne dans des tueries perpétrées sous prétexte d'opérations de contre-guérilla. Cette décision provoque de vives critiques, notamment de la part des familles des victimes. Kuczynski est alors soupçonné d'avoir monnayé cette grâce contre un vote contre sa destitution auprès de députés de l'opposition fujimoriste. Si la grâce est finalement cassée par la justice le 3 octobre, la perte de confiance envers le président est sévère. Les ministres de la culture et de la défense démissionnent, tandis que plusieurs députés quittent le parti au pouvoir. Enfin, l'opposition rend publiques des vidéos attestant de l’achat des voix de plusieurs députés lors du vote,.
Une seconde procédure de destitution est entre-temps lancée, pour un vote prévu le 22 mars 2018. Assuré de perdre, Kuczynski démissionne la veille.

### Présidence de Vizcarra

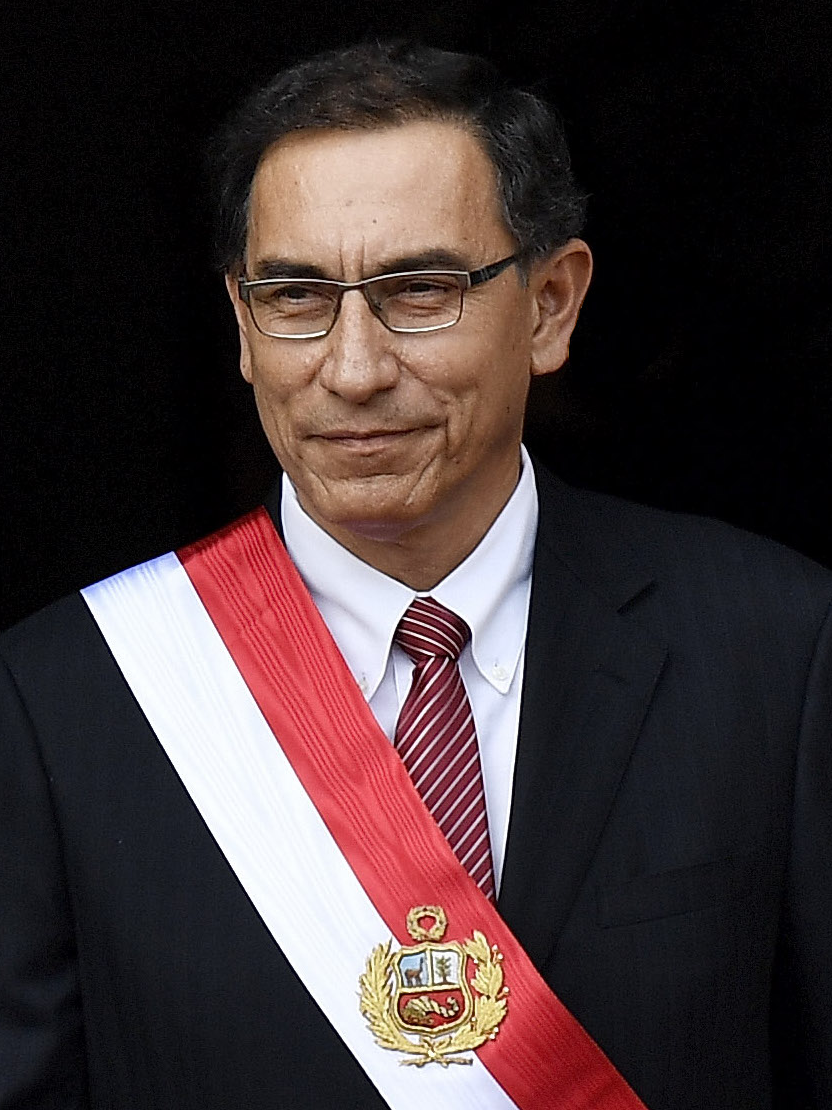
Martín Vizcarra en 2018

En tant que premier vice-président, Martín Vizcarra prête serment et entre en fonction deux jours plus tard, le temps de revenir du Canada où il était ambassadeur. 

#### Lutte contre la corruption
Auparavant ministre des Transports et des Communications de 2016 à 2017, Vizcarra avait notamment hérité de la gestion du projet de construction de l'aéroport international de Chinchero, concerné par d'importantes accusations de pots-de-vin. Il met fin à plusieurs contrats et lance une enquête par l'office des contrôles, gelant l'avancée du projet dans l'intermède. Ces actions lui valent une vive opposition des forces fujimoristes, et le parlement le fait longuement comparaître. Vizcarra finit par démissionner à la mi-2017 et prend le poste d'ambassadeur au Canada, s'éloignant de la vie politique péruvienne. Le contrôleur général met peu après en accusation dix élus mêlés à la construction de l'aéroport. 
Rapidement, Vizcarra fait de la lutte contre la corruption son cheval de bataille, déclarant lors de sa prise de serment qu'« il y en a assez » de la corruption dans le pays.

#### Scandale et effondrement de l'appareil judiciaire
Au Pérou, le conseil national de la magistrature (CNM) est chargé de nominer, approuver et démettre les juges et procureurs péruvien. 
Au cours de l'année 2018, le pouvoir judiciaire est cependant entaché de scandales de corruption qui le discrédite auprès de la population. Des écoutes téléphoniques de plusieurs juges très haut placés permettent en effet de mettre au jour leur implication dans plusieurs trafics de drogues, la réception de pots-de-vin, ainsi que du trafic d'influence. 
Parti d'une enquête sur le transit d'importantes quantités de drogue vers l’extérieur du pays via le port de la ville de Callao, les écoutes de lignes téléphoniques liées aux personnes impliquées sont mises en place sans que les autorités connaissent alors l'identité de tous leurs propriétaires, qui se révèlent pour certains être des magistrats situés au plus haut niveau de la hiérarchie judiciaire péruvienne. Sont notamment arrêtés le président de la cour supérieure de justice de la ville, Walter Ríos, ainsi que l'un des membres de la cour suprême nationale, César José Hinostroza. 
L'un des enregistrements en particulier voit ce dernier proposer en échange d'argent de réduire la sentence ou voire de déclarer innocent l'auteur d'un viol contre une enfant de onze ans,
Au fur et à mesure que l’enquête s'étend, impliquant des membres du congrès et d'importants hommes d'affaires, celle-ci finit par atteindre des membres du conseil national de la magistrature, jetant le doute sur la crédibilité de ses nominations et menant à l'arrêt de ses activités. La situation jette alors « le chaos dans l'appareil judiciaire tout entier ». Plusieurs juges présentent leurs démissions tandis que d'autres sont suspendus ou inculpés. Le président du CNM démissionne, suivi de son remplaçant trois jours seulement après sa prise de fonction, tandis que le ministre de la justice Salvador Heresi lui-même est démis de ses fonctions par le président Vizcarra. Le 19 juillet, le pouvoir judiciaire péruvien se déclare en état d'urgence pour 90 jours, et Vizcarra convoque le Congrès pour suspendre tous les membres du Conseil national de la magistrature, constatant que « Le système judiciaire s'est effondré et (...) ce problème ne date pas d'aujourd'hui, il est structurel ». Ses chances d'obtenir le vote au congrès d'une réforme par référendum sont à l’époque jugées minces.

#### Projet de référendum

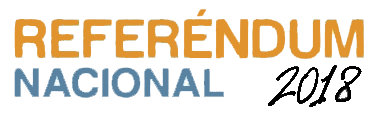
Logo du référendum.

Le 28 juillet, il appelle à un référendum national pour déraciner la corruption dans le pays, proposant d'interdire le financement privé des campagnes électorales et la possibilité pour les députés de se représenter à un deuxième mandat, de réformer le Conseil national de la magistrature ainsi que de créer une seconde chambre appelée Sénat afin de rendre le parlement bicaméral. Lors du discours pour la fête de l'indépendance, le premier depuis son investiture quatre mois plus tôt, il déclare « Mon gouvernement fait le pari résolu de renforcer l'ensemble de l'État afin de vaincre les mafias criminelles et corrompues qui se nourrissent de notre pays »[...]« Nous avons besoin de l'avis de tous les citoyens. C'est pourquoi nous sommes convaincus qu'un référendum est une bonne chose pour la santé de notre démocratie ».
Vizcarra obtient le soutien de plusieurs associations. Transparency International se réjouit notamment de la proposition, déclarant qu« il s'agit d'une très importante opportunité, qui se détache des autres entre autres parce que le président semble sincèrement impliqué ». Le journal The Economist titre quant à lui « L'homme providentiel »

#### Duel avec le congrès
L'opposition fujimoriste se montre rapidement frileuse, Keiko Fujimori appelant à la réflexion pour des changements de cette nature, et la proposition reste lettre morte près d'une quarantaine de jours. Vizcarra a alors recourt début septembre à la convocation d'une session extraordinaire du parlement, sa proposition et son gouvernement devant faire l'objet d'un vote de confiance. Dans le cas d'un vote négatif, un précédent gouvernement ayant déjà été censuré sous Kuczynski, le président serait alors en droit de convoquer des élections anticipées, ce qu'il menace publiquement de mettre en œuvre,. Des manifestations ont lieu dans la capitale Lima, appelant à la démission du procureur général, à la dissolution du parlement, et à la mise en place d'une assemblée constituante.
Face à ces menaces, le congrès s'incline finalement et approuve le projet. Dans les semaines qui suivent, une commission parlementaire vote une par une la mise à référendum des propositions. La réforme du Conseil national de la magistrature est approuvée à l'unanimité le 18 septembre, suivie le 26 septembre de celle du financement des campagnes électorales, puis le 29 septembre par 14 voix pour, 6 contre et 2 abstentions du retour à un système bicaméral. La non-réélection des parlementaires est votée en dernier. Le parlement parvient cependant à amender plusieurs dispositions, notamment concernant le passage au bicaméralisme, Le 4 octobre, le congrès vote par 105 voix sur 130 la tenue du référendum sur ces quatre questions le 9 décembre 2018. Selon les sondages, plus de 70 % des Péruviens approuveraient les amendements.

## Objet

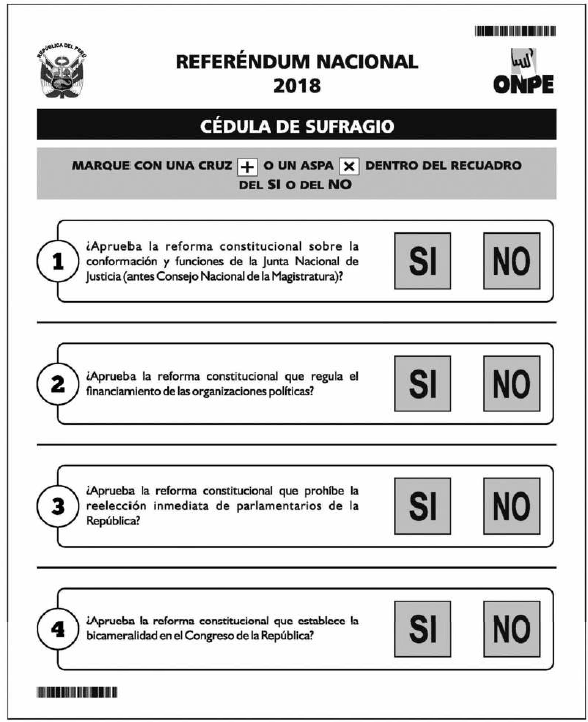
Bulletin de vote

Quatre questions sont soumises à référendum,
- Une refonte de l'entité procédant aux nominations au sein de la magistrature
- Une réforme sous un caractère très strict du financement privé des partis politiques et des campagnes électorales de leurs candidats
- L'interdiction pour les parlementaires d'effectuer un second mandat consécutif
- Le passage au bicaméralisme

### Réforme de la magistrature
« ¿Aprueba la reforma constitucional sobre la conformación y funciones de la Junta Nacional de Justicia, antes Consejo Nacional de la Magistratura? »
— 

« Approuvez-vous la réforme constitutionnelle sur la structure et les fonctions de la Cour nationale de justice, anciennement Conseil national de la magistrature ? »
La réforme verrait la dissolution du Conseil, et son remplacement par une Cour nationale de justice dont les membres seraient désormais sélectionnés par le défenseur des droits, le procureur général, le président de la branche judiciaire, le contrôleur général et le président du tribunal constitutionnel, dans le cadre d'un processus public basé sur le mérite. La durée de leur mandat serait notamment limitée à cinq ans, non renouvelable. La Cour devrait également présenter un rapport annuel de ses activités devant le Congrès. Cette réforme est considérée comme la plus susceptible d’entraîner des changements en profondeur dans le pays,,.

### Réforme du financement des partis
« ¿Aprueba la reforma constitucional que regula el financiamiento de organizaciones políticas? »
— 

« Approuvez-vous la réforme constitutionnelle qui régule le financement des organisations politiques ? »
L'article 35 de la constitution régule le financement des partis politiques. Ses dispositions sont vivement critiquées comme insuffisantes lorsque l'ex directeur d'Odebrecht avoue en mars 2018 avoir illégalement financé les campagnes électorales des quatre précédents présidents et même de l'adversaire du dernier.
La réforme soumise à référendum propose d'établir des audits et des mécanismes de contrôles, de brider au maximum le financement des campagnes des candidats par des entités privées, et de mettre en place des sanctions pour les partis qui ne s'y conformerait pas. Les groupes politiques se verraient également interdits de recevoir des dons de la part d'individus condamnés pour certains crimes, de même que ceux d'origine anonyme.
Les nouvelles mesures imposant la transparence vont jusqu'à stipuler que « tout don d'origine non établie devra être considéré comme d'origine illicite ».

### Limitation du nombre de mandats
« ¿Aprueba la reforma constitucional que prohíbe la reelección inmediata de parlamentarios de la República? »
— 

« Approuvez-vous la réforme constitutionnelle qui interdit la réélection immédiate des parlementaires de la République ? »
La réforme prévoit l'interdiction pour les parlementaires de se présenter à leurs réélections pour un mandat consécutif. Ce changement est considéré comme en partie symbolique, le taux de réélection au Congrès se limitant à environ un tiers de ses membres en moyenne. Les Péruviens considèrent cependant à une très large majorité leur législature comme l'institution la plus corrompue de tout le pays. La disposition n'interdirait pas pour autant les mandats non consécutifs. Les parlementaires, élus pour un mandat de cinq ans, dont celui en cours expire en 2021, seraient autorisés à se présenter à nouveau pour le mandat suivant celui où ils se seraient abstenus. Cette disposition est déjà appliquée au Pérou pour le mandat du président de la République.

### Passage au bicaméralisme
« ¿Aprueba la reforma constitucional que establece la bicameralidad en el Congreso de la República? »
— 

« Approuvez-vous la réforme constitutionnelle qui établit le bicamérisme au Congrès de la République ? »
La réforme prévoit un passage au bicaméralisme, qui ferait de l'actuelle chambre unique, le Congrès de la République composé de 130 députés, la chambre basse d'un parlement auquel serait ajouté pour chambre haute un Sénat composé de 50 sénateurs. Les candidats devront être Péruviens de naissance et être âgés d'au moins 25 ans pour les députés et 35 ans pour les sénateurs.
Le système législatif péruvien avait déjà été bicaméral jusqu'en 1992. Cette année là, le président Alberto Fujimori procéda par un coup de force à la dissolution du Congrès et à l'adoption d'une nouvelle constitution ne conservant que la chambre basse.
Le projet originel prévoyait de baisser le nombre de députés à 100 et de fixer à 30 celui de sénateurs. Le congrès dominé par le parti Force populaire est cependant parvenu à en détricoter le contenu. Le nombre de parlementaire est ainsi relevé et les dispositions imposant la parité homme/femme retirées. Surtout, les parlementaires procèdent à une modification du texte retirant au président le pouvoir de poser au congrès une question de confiance sur un projet de loi qui dans certaines circonstances lui permet en cas de refus de procéder à la dissolution de l'assemblée. Cette disposition venait justement d'être utilisée en septembre par le président Vizcarra pour forcer la main du congrès qui tentait d'enterrer le projet référendaire.
Les changements apportés au projet sont tels que Vizcarra lui-même annonce qu'il votera contre. Il serait en cela largement suivi par la population. Alors que le soutien aux trois autres projets de loi est estimé selon les sondages autour des deux tiers des électeurs, celui ci ne recueillerait que 35 % d'intentions de vote favorables.

## Dispositions

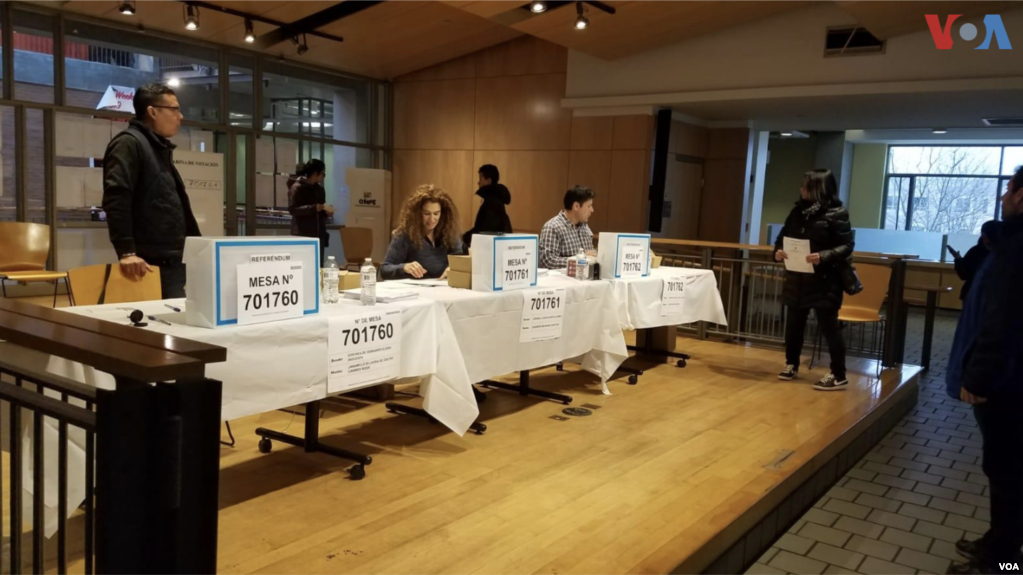
Bureau de vote de la diaspora à Washington

La campagne officielle se déroule du 5 novembre au 7 décembre. Le vote est obligatoire au Pérou pour tous les citoyens âgés d'entre dix-huit et soixante-dix ans. Les amendes en cas de manquement varient entre sept et vingt-huit euros en fonction du niveau de revenus moyen dans le quartier de résidence. Les différentes questions du référendum ne sont soumises à aucune majorité qualifiée à franchir pour être considéré valides. Seule la majorité absolue est suffisante.
Selon l'office national du processus électoral (ONPE), plus de vingt-quatre millions d'électeurs sont amenés à voter au scrutin du 9 décembre dans pas moins de 5 398 bureaux de vote. Les électeurs ont la possibilité d'utiliser le vote électronique dans 39 des circonscriptions composant le pays,  ce qui représente 1 733 797 électeurs. L'ONPE dénombre également 907 839 électeurs habitant à l'étranger, en majorité aux États-Unis, en Argentine, en Espagne et au Chili, pour un total de 56 pays. Afin de leur permettre de voter, 234 bureaux de vote sont mis en place dans les grandes villes des pays concernés. Les bureaux de vote ouvrent tous de huit heures à dix-huit heures. En raison du décalage horaire, le vote démarre ainsi en Australie et en Nouvelle-Zélande le samedi 8 décembre à 18 heures selon l'heure de Lima.

## Résultats
| Pour                     | 13 727 144 | 86,56      | 13 667 716 | 85,78      | 13 598 123 | 85,81      | 1 462 516  | 9,49  |       |       |       |       |       |       |
| Contre                   | 2 130 891  | 13,44      | 2 266 138  | 14,22      | 2 248 887  | 14,19      | 13 949 831 | 90,51 |       |       |       |       |       |       |
|                          |            |            |            |            |            |            |            |       |       |       |       |       |       |       |
| Votes valides            | 15 858 035 | 89,97      | 15 933 854 | 90,40      | 15 847 010 | 89,90      | 15 412 347 | 87,44 |       |       |       |       |       |       |
| Votes blancs             | 684 640    | 3,88       | 722 996    | 4,10       | 772 010    | 4,38       | 1 006 825  | 5,71  |       |       |       |       |       |       |
| Votes nuls               | 1 083 648  | 6,15       | 969 473    | 5,50       | 1 007 303  | 5,72       | 1 207 151  | 6,85  |       |       |       |       |       |       |
| Total                    | 17 626 323 | 100        | 17 626 323 | 100        | 17 626 323 | 100        | 17 626 323 | 100   |       |       |       |       |       |       |
| Abstentions              | 6 747 498  | 6 747 498  | 6 747 498  | 6 747 498  | 6 747 498  | 6 747 498  | 6 747 498  | 37,68 | 37,68 | 37,68 | 37,68 | 37,68 | 37,68 | 37,68 |
| Inscrits / Participation | 24 373 821 | 24 373 821 | 24 373 821 | 24 373 821 | 24 373 821 | 24 373 821 | 24 373 821 | 72,32 | 72,32 | 72,32 | 72,32 | 72,32 | 72,32 | 72,32 |

## Analyse et conséquences
Le scrutin, symboliquement organisé lors de la Journée internationale contre la corruption, voit la victoire des projets portés par le président Vizcarra et le rejet de celui dont la modification par le congrès avait entraîné le retrait de son soutien. L'ampleur des écarts des voix est largement perçu comme une victoire pour le président, le congrès ayant pour sa part été « sévèrement puni » par les Péruviens. N'étant pas arrivé au pouvoir par les urnes, Martín Vizcarra obtient surtout du scrutin une réelle légitimité populaire, au-delà des seules enquêtes d'opinion. Selon ces dernières, 76 % des Péruviens approuvent alors son action à la présidence. 
Fort de ce soutien, il juge le référendum comme n'étant que la première étape dans la lutte contre la corruption qu'il compte continuer à mener,. Le 22 décembre, il crée une Haute commission pour la réforme politique composée d'académiciens et chargée de présenter sous deux mois des propositions de réforme du système politique , jugé comme « l'étape suivante » après la réforme du système judiciaire.

## Suites
Le 7 mars 2024, le Congrès élu en 2021 rétablit le bicamérisme et supprime la limitation du nombre de mandats des parlementaires.